# Гелеменово
Гелеменово е село в Южна България, което се намира в община Пазарджик, област Пазарджик.

## География
Разположено е в Тракийската равнина, на магистрала „Тракия“, на отклонението за Панагюрище.

## Културни и природни забележителности
В селото има читалище НЧ „Нова младеж – 1927“ - с. Гелеменово

## Редовни събития
- 8 септември – празник на селото.[2]